# Ane Brun
Ane Brunvoll, más conocida como Ane Brun (Molde, 10 de marzo de 1976), es una compositora, cantante y guitarrista noruega. 

## Biografía
Su álbum debut, titulado "Spending Time with Morgan'" consiguió muy buenas críticas y fue lanzado en toda Europa en 2003. Fue nominado en los premios de la música sueca Manifiesto 2003. Su segundo álbum "A Temporary Dive" fue lanzado en Europa, EE. UU. y Japón. Recibió críticas positivas en todo el mundo, y le dio un Grammy noruego a la mejor Artista Femenina de 2005. En noviembre de 2005 lanzó "Duets" un álbum compuesto por 10 duetos con otros 10 artistas. 
El sencillo "Lift me" con la banda noruega Madrugada le dio otro Grammy noruego. La acompañaron en este álbum Teitur, Tobias Fröberg, Liv Widell, Wendy McNeill, Ron Sexsmith, Syd Matters, Tingsek, Ellekari Larsson de The Tiny, Madrugada y Lars Bygden. Durante el invierno boreal de 2007 lanza su primer disco en vivo, "Live in Scandinavia" con nuevos arreglos de sus 3 primeros discos. En 2008 lanza un nuevo álbum '"Changing of the Seasons", producido por Valgeir Sigurdsson (Björk, Múm, Bonnie Prince Billy, Coco Rosie) y al año siguiente "Sketches" con las versiones acústicas del anterior. Su primer DVD es lanzado en 2009, “Ane Brun live at Stockholm Concert Hall” y registra sus conciertos de Estocolmo de octubre de 2008. 
En 2010 fue la artista soporte de la gira mundial de Peter Gabriel, New Blood, y fue cantante en la orchestra New Blood y parte del disco "New Blood". Canta el dueto "Don´t Give Up" con Peter Gabriel en la versión orchestral.
En 2011 lanzó su disco "It All Starts With One" en Europa, EE. UU., Australia, Nueva Zelanda, etc.
Ane Brun ha siempre sido una artista independiente y siempre ha editado bajo el sello Balloon Ranger Recordings. 
Celebró 10º aniversario en 2013 y lanzó dos colecciones "Songs 2003-2013" y "Rarities".
Ha vivido en las ciudades de Barcelona, Oslo y Bergen. Reside en Estocolmo, Suecia.

## Discografía
Álbumes de estudio
- Spending Time with Morgan (2003)
- A Temporary Dive (2005)
- Duets (Ane Brun album)|Duets (2005)
- Changing of the Seasons (2008)
- Sketches (Ane Brun album)|Sketches (2008)
- It all starts with one (2011)
- When I'm Free (2015)
- Leave Me Breathless (2017)
- After the Great Storm (2020)
- How Beauty Holds the Hand of Sorrow (2017)

Álbumes en directo
- Live in Scandinavia (2007)
- Live at Stockholm Concert Hall (2009)
- Live at Berwaldhallen (2018)

Álbumes recopilatorios
- Songs 2003-2013 (2013)
- Rarities (2013)

EPs
- What I Want (2001)
- Wooden Body (2001)
- My Lover Will Go (2004)
- Do You Remember (2012)